# Lößnitz (Freiberg)
Lößnitz ist ein Stadtviertel des Stadtteils Freiberg-Nord der Großen Kreisstadt Freiberg im Landkreis Mittelsachsen (Freistaat Sachsen). Der Ort wurde am 1. Januar 1957 nach Freiberg eingemeindet.

## Geografie

### Lage und Untergliederung der Stadtviertel
Lößnitz liegt im Osterzgebirge nordwestlich des Stadtzentrums von Freiberg. Das Gebiet des Stadtviertels wird im Süden in etwa von der „Hainichener Straße“ und im Nordosten von der „Leipziger Straße“ (Bundesstraße 101) begrenzt. Zum Stadtviertel Lößnitz zählen hauptsächlich die Straßen „Lößnitzer Straße“ und der westliche Teil des „Schulwegs“, welche im spitzen Winkel aufeinander treffen. Weiterhin befindet sich im Südosten des Stadtviertels ein Teil des Campusses der TU Bergakademie Freiberg.

### Nachbarorte
|                  | Kleinwaltersdorf                                                               | Freiberg, Stadtteil Freiberg-Nord (Stadtviertel Loßnitz) |
| Kleinwaltersdorf | Kompassrose, die auf Nachbargemeinden zeigt                                    |                                                          |
|                  | Freiberg, Stadtteil Freiberg-Nord (Stadtviertel Friedeburg und Neu-Friedeburg) | Freiberg, Stadtteil Freiberg-Altstadt                    |

## Geschichte
Im Jahr 1696 ist das Herrenhaus Lößnitz als Rittergut und 1875 als Kanzleilehngut bezeugt. Das sanierte Gebäude in der Agricolastraße, heute im benachbarten Stadtteil Loßnitz liegend, wird bis heute bewohnt. Während Lößnitz im Jahr 1764 nur zwei Häusler besaß, war die Bevölkerung im Jahr 1834 auf 230 Einwohner gestiegen. Lößnitz lag bis 1856 im kursächsischen bzw. königlich-sächsischen Kreisamt Freiberg. Ab 1856 gehörte der Ort zum Gerichtsamt Freiberg und ab 1875 zur Amtshauptmannschaft Freiberg.
Durch die zweite Kreisreform in der DDR kam Lößnitz im Jahr 1952 zum Kreis Freiberg im Bezirk Chemnitz (1953 in Bezirk Karl-Marx-Stadt umbenannt), der ab 1990 als sächsischer Landkreis Freiberg fortgeführt wurde und im Jahr 2008 im Landkreis Mittelsachsen aufging.
Am 1. Januar 1957 wurde Lößnitz gemeinsam mit Loßnitz nach Freiberg eingemeindet. Kurz vor seiner Eingemeindung hatte der Ort im Jahr 1950 eine Einwohnerzahl von 606 Personen.
Heute bildet Lößnitz einen von vier Stadtvierteln des Stadtteils Freiberg-Nord.

## Verkehr
Im Nordwesten wird Lößnitz von der Bundesstraße 101 begrenzt. Die „Hainichener Straße“ im Süden des Stadtviertels ist eine überörtliche Verbindungsstraße nach Hainichen.